# Anders Eriksson Hästehufvud
Anders Eriksson Hästehufvud, (skrev sig till Neuhausen, Ranåker, Herlingstorp och Sjöberg),  född Ericsson 14 september 1577 i Bolstad i Dalsland, död 5 maj 1657 i Stockholm, var en svensk militär och ämbetsman. Fadern var kyrkoherde i Bolstad.

## Biografi
Hästehufvud kom 1600 i tjänst hos Anders Lennartsson, blev 1602 referendarie i Karl IX:s kansli och användes under den följande tiden i flera civila beställningar. Efter danska krigets utbrott 1611 ingick han i armén, kämpade med framgång under Jesper Mattsson Krus och blev 1612 ryttmästare vid Västgöta rytteri. Hästehufvud deltog 1614 i belägringen av Novgorod och utnämndes den 7 oktober 1615 till kommendant i Narva av Gustav II Adolf, vilken även upphöjde honom i adligt stånd 1614 (han introducerades 1627). Hästehufvud utnämndes den 10 november 1615 till ståthållare på Ivangorod och 10 december samma år på Jama och Mitau (1621-1622) och blev, efter sitt tappra försvar av Mitau under 8 månader emot polackerna, den 22 augusti 1622 generalståthållare över Narva, Ivangorod, Jama, Koporje och Nöteborg samt landshövding över Ingermanland. Efter att 1626 ha tjänstgjort som vice amiral i svenska flottan blev Hästehufvud 1627 guvernör i Marienburg, den 7 augusti 1628 i Riga med dess län, vilken viktiga post han innehade till 1648, då han tog avsked. Han blev generalkommissarie i Livland den 18 april 1635 samt guvernör på Ösel med Arensborg den 20 oktober 1645. År 1655 kallades han av Karl X Gustav till ledamot av Reduktionskollegium. Eftermälet över Hästehufvud var att han var en tapper, ihärdig och kunnig man.

### Familj
Anders Eriksson Hästehufvud var gift första gången med Anna Ållonsköld († 1641), dotter till Lars Jonsson Ållonsköld († 1618) till Herlingstorp och Brita († 1637). Gift andra gången 1642 med Brita Kafle († 1663), dotter till landshövding Bengt Erlandsson Kafle och Malin Larsdotter Soop till Dagenäs och Algö. Han enda barn föddes i första giftet, dottern Kristina (1614–1629), gift 1628 med rikstygmästaren Johan Lilliehöök till Fårdala. Samtliga fyra ligger begravda i Skara domkyrka.
Först låg familjegraven i en välvd grav under ett kapell, som uppförts utmed kyrkans södra sido- och tvärskepp. Koret stod i förbindelse med kyrkan genom ett öppet valv. Vid kyrkans ombyggnad på 1890-talet raserades gravkoret, kistorna letades fram och sattes ned i en nymurad gravkammare inne i kyrkan, nedanför den plats där nu Hästehufvudska monumentet befinner sig, i den östra delen av det södra tvärskeppet. Flyttningen av kistorna från det gamla till det nva gravkoret skedde den 4 december 1890.